# Comexposium
Comexposium est une entreprise française d'événementiel, filiale de la Chambre de commerce et d'industrie de région Paris - Île-de-France et du fonds de Crédit Agricole Assurances.

## Activité
Comexposium est le 3e organisateur mondial d’événements.
Comexposium organise chaque année plus de 150 événements à la fois professionnels et grand public, couvrant plus de 10 secteurs d’activité dans plus de 22 pays.

## Historique
Le salon le plus ancien de Comexposium, la Foire de Paris, a été créé en 1904.
Comexposium est né en 2008 de la fusion entre Comexpo (CCI Paris Île-de-France) et Exposium (Unibail-Rodamco).

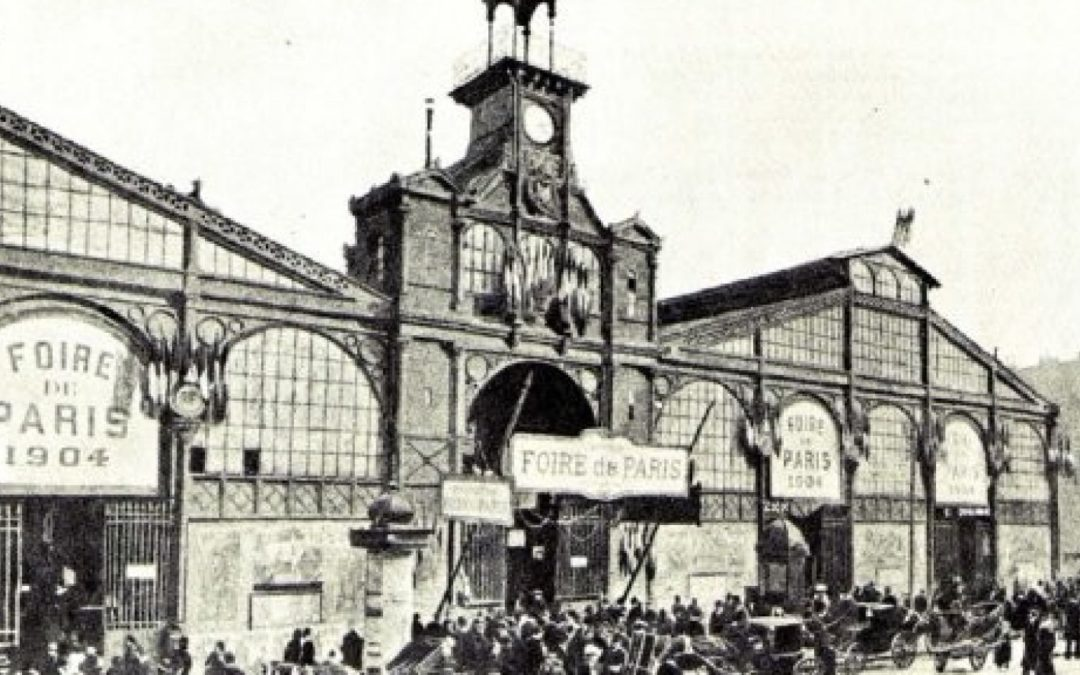
Foire de Paris, 1904.

En 2009, Comexposium acquiert la société Sodes, organisatrice du Salon du prêt-à-porter à Paris, en collaboration avec WSN Développement.
En 2011, Comexposium poursuit sa stratégie d'exportation de ses marques à l'étranger. Le SIAL est décliné en Amérique du Nord, en Asie et au Moyen-Orient. Le groupe devient également copropriétaire du salon Who's Next et Première Classe,.
En 2015, Comexposium voit son actionnariat évoluer avec l'entrée du fonds britannique Charterhouse Capital Partners, qui prend la place d'Unibail-Rodamco.
En 2017, Comexposium poursuit son expansion à l'échelle internationale en acquérant 60 % de la holding londonienne Converse Media, laquelle supervise Insight Events Sweden et Insight Events Denmark.
En 2018, Comexposium étend son portefeuille en acquérant les événements de l'International Master Course on Aging Science (IMCAS) et devient co-actionnaire de l'Étudiant.
En 2019, Crédit Agricole Assurances devient coactionnaire de Comexposium en lieu et place de Charterhouse Capital Partners,. Comexposium poursuit également son développement en Asie et conclut un partenariat pour organiser et développer RemaxWorld Expo & Summit chaque année à Zhuhai, en Chine.
En 2020, Comexposium s'associe à Vinexpo Holding pour fonder "Vinexposium", premier organisateur mondial d’événements dédiés aux vins et aux spiritueux.
Le 22 décembre 2020, la société entre en procédure de sauvegarde sous la protection du Tribunal de commerce de Nanterre.
Le 7 octobre 2021, la société annonce sortir de cette procédure de sauvegarde. L'entreprise qui organise de grands évènements publics a été très affectée par les mesures de restriction d’accès aux manifestations de ce type découlant de la pandémie de Covid-19 et des restrictions sanitaires,.
En 2022, Comexposium se voit confier l'organisation du Siec par le Conseil national des centres commerciaux (CNCC).
En 2023, Comexposium étend sa présence internationale en partenariat avec la Fédération nationale du commerce de détail pour introduire le Retail's Big Show à la région Asie-Pacifique à partir de 2024.
En 2024, Comexposium rachète le Salon du Chocolat.

## Événements organisés
Parmi les salons organisés par Comexposium : 
Agriculture et alimentation : 
- Salon international de l'agriculture
- Concours général agricole [19]
- SIAL
- Salon du Chocolat [18]
- SITEVI[20]
- Wine Paris & Vinexpo Paris[21]

Retail : 
- SIEC
- Paris Retail Week[22]
- One to One Retail E-commerce[23]
- One to One Experience Client[24]
- NRF 2024 : Retail's BIG Show (en)[25]

Loisirs :
- Foire de Paris[26],[27]
- Rétromobile
- Paris Games Week
- Salon de la photo
- Salon mondial du Tourisme Paris[28]
- Destination Nature[29]
- Salon du Tourisme Tourissima Lille[30]
- Salon du Tourisme Mahana Lyon[31]
- Création & Savoir-Faire

Mode :
- Who's Next[4],[5]
- Première Classe
- SILMO[4]
- Salon de la lingerie [32]
- Interfilière[32]

Sécurité :
- Milipol Paris
- Milipol Qatar
- Milipol Asia Pacific[33]
- Milipol India[34]
- Les assises de la cybersécurité

Santé :
- IMCAS[8]

Construction :
- Intermat

Education : 
- Les salons de l’Étudiant[9]

Autres secteurs : 
- All4Pack[35]
- Top Transport Europe [36]
- Top Logistics Europe[37]